# 시드니 폴락
시드니 폴락(Sydney Pollack, 1934년 7월 1일 ~ 2008년 5월 26일)은 아카데미상을 수상한 미국의 영화 감독, 제작자, 배우이다. 21편의 영화와 10편의 텔레비전 프로그램을 감독하고, 30편에 직접 출연했으며, 44편을 제작했다. 아웃 오브 아프리카, 투씨 등의 감독으로 유명하다.
2008년 5월 26일 미국 캘리포니아주 퍼시픽펠리세이즈에 있는 자택에서 지병인 암으로 사망하였다.

## 경력
1962년 로버트 레드퍼드와 함께 출연한 전쟁 사냥꾼에 배우로 출연 하면서 영화경력을 시작하였다. 이후 TV연출자 생활을 거쳐 슬렌더 스레드로 감독 데뷰를 하였다. 아메리칸 뉴시네마의 주요작품중 하나인 《누가 말을 쏘았나》 이후 《투씨》, 《아웃 오브 아프리카》 등의 연출로 아카데미상을 받았다. 1970년대에 들어서 자신이 소유한 미라지 프로덕션에서 자신의 영화와 케네스 브래너의 《킹랄프》, 스티브 클로브스의 《사랑의 행로》 등을 제작했다. 로버트 올트먼의 《플레이어》에 배우로 출연함으로써 연기를 다시하였고, 이후 《죽어야 사는 여자》, 우디 앨런의 《부부일기》 등에 출연하였다.

## 감독
- 2005년: 인터프리터 (The Interpreter)
- 1999년: 랜덤 하트 (Random Hearts)
- 1995년: 사브리나 (Sabrina)
- 1993년: 야망의 함정 (The Firm)
- 1985년: 아웃 오브 아프리카 (Out Of Africa)
- 1982년: 투씨 (Tootsie)
- 1981년: 폴 뉴먼의 선택 (Absence of Malice)
- 1979년: 일렉트릭 호스맨 (The Electric Horseman)
- 1977년: 바비 디필드 (Bobby Deerfield)
- 1975년: 콘돌 (Three Days of The Condor)
- 1975년: 암흑가의 결투 (The Yakuza)
- 1973년: 추억 (The Way We Were)
- 1972년: 제레미아 존슨 (Jeremiah Johnson)
- 1969년: 고성을 사수하라 (Castle Keep)
- 1969년: 그들은 말을 쏘았다 (They Shoot Horses, Don't They?)
- 1966년: 저주받은 재산 (This Property is Condemned)
- 1965년: 가는 실 (The Slender Thread)

## 참고
- 키노 1996년 2월호 - Power Directors 100